# Anna Krystewa
Anna Krasimirowa Krystewa, bułg. Анна Красимирова Кръстева (ur. 17 maja 1977 w Ichtimanie) – bułgarska łyżwiarka szybka specjalizująca się w short tracku, medalistka mistrzostw świata i Europy, uczestniczka igrzysk olimpijskich (2002).
Startowała w międzynarodowych zawodach w latach 1992–2004. Trzykrotnie stanęła na podium mistrzostw świata w short tracku – w 1999 roku w Sofii, w 2001 roku w Jeonju i w 2003 roku w Warszawie zdobyła brązowe medale mistrzostw świata w sztafecie. Raz wywalczyła również medal mistrzostw Europy – w 1997 roku w Malmö zdobyła srebro w sztafecie.
W 2002 roku wzięła udział w igrzyskach olimpijskich w Salt Lake City. Wystąpiła w dwóch konkurencjach – w biegu na 1000 m zajęła 18. miejsce, a w sztafecie była szósta (razem z nią w tej konkurencji wystąpiły Ewgenija Radanowa, Marina Georgiewa i Danieła Właewa).